# Wolfgang Nieblich
Wolfgang Nieblich (* 20. März 1948 in Reutlingen) ist ein deutscher Maler, Graphiker, Objektkünstler und Bühnenbildner.

## Biografie
Nieblich zog mit seinen Eltern 1954 nach Kahla (Saale). In Jena bestand er 1966 das Abitur und wurde neben dem Schulbesuch zum Facharbeiter für Datenverarbeitung und Programmierung bei Carl Zeiss Jena ausgebildet. Er studierte anschließend Mathematik an der Friedrich-Schiller-Universität Jena und wurde dort 1968 aus politischen Gründen exmatrikuliert. Danach zog er nach Ost-Berlin und studierte von 1970 bis 1974 Malerei und Graphik an der Kunsthochschule Berlin-Weißensee. Wegen Verweigerung des Wehrdienstes musste er sein Studium abbrechen. So siedelte Wolfgang Nieblich 1975 nach West-Berlin über und arbeitete hier zunächst als Programmierer, Systemanalytiker und als anatomischer Zeichner für medizinische Publikationen. Seit 1976 ist er ausschließlich als freier Maler und Objektkünstler tätig. Seine Arbeiten wurden in zahlreichen Ausstellungen im In- und Ausland gezeigt. Der Schwerpunkt der künstlerischen Tätigkeit von Nieblich liegt auf dem Thema Buch.
Wolfgang Nieblich lebt in Berlin und ist mit Catharine J. Nicely verheiratet, die den Verlag PalmArtPress gegründet hat und unter anderem seine Bücher verlegt.

## Straßenkunst

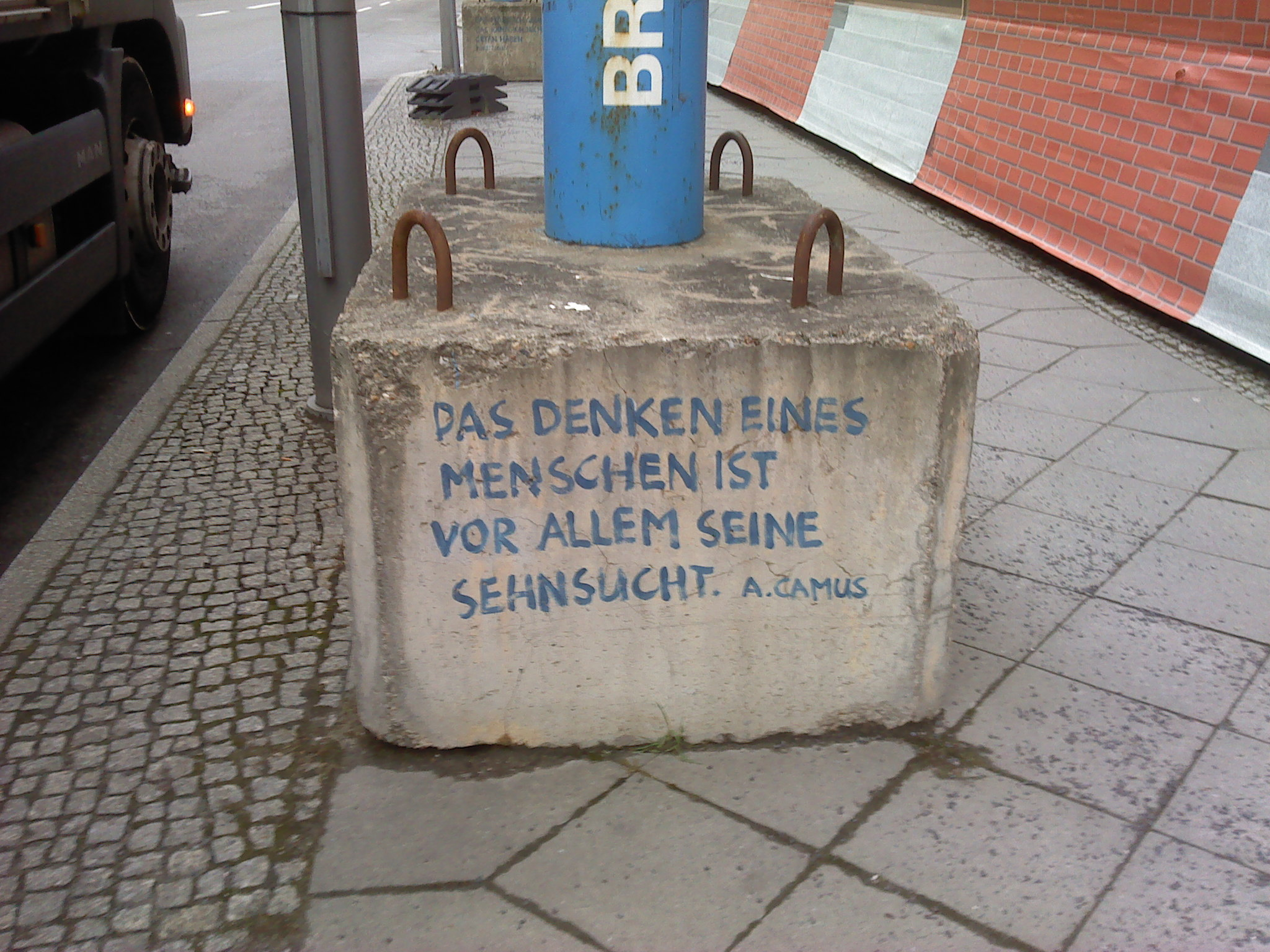
Beispiel eines mit einem Sinnspruch versehenen Betonklotzes während der Bauarbeiten in der Französischen Straße, Januar 2015

Nieblich hat eher durch ein Ärgernis seine Objektkunst Auf Beton ins Leben gerufen. Die oft klobigen für Baustellen im Berliner Stadtbild eingesetzten Betonblöcke waren ihm zu hässlich. Vor allem vor seiner Galerie im Ortsteil Berlin-Wilmersdorf störten die Betonquader, die oberirdisch provisorisch verlegte Rohrleitungen trugen. Er malte mit schwarzer Farbe ein Zitat aus einem Buch an die Wände. Der Baufirma gefiel die Idee, sodass Nieblich alle Betonhalter verzieren durfte. Nachdem die Rohrleitungen auf die Baustelle am Ministerium für Verteidigung umzogen, wanderten die Klötze mit den Zitaten mit. Die erste spontane Aktion führte schließlich zu einer Zusammenarbeit mit der Tiefbaufirma, die seit (Sommer 2014) auf der Museumsinsel aktiv ist. So waren bis Mitte August 2014 bereits 57 Betonsockel mit Zitaten beschriftet – und zwar von allen vier Seiten und mit jeweils anderen Aussprüchen. 
Weitere Kunstwerke befinden sich am Werderschen Markt und entlang des Kupfergrabens. Verwendete Zitate sind unter anderem: „Worte sind geladene Pistolen“ (Jean-Paul Sartre), „Geld macht nicht korrupt – kein Geld schon eher“ (Dieter Hildebrandt), „Es ist nicht wenig Zeit, die wir haben, sondern es ist viel Zeit, die wir nicht nutzen“ (Seneca), „Probleme kann man niemals mit derselben Denkweise lösen, durch die sie entstanden sind“ (Albert Einstein).
Alle seine beschrifteten Betonsockel hat Nieblich fotografisch festhalten lassen und bereits in Buchform (2013) veröffentlicht. Ein zweiter Band erschien im Herbst 2014 unter dem Titel Auf Beton II, der alle bisher beschrifteten 65 Betonklötze enthält.

## Werke (Auswahl)

### Objekt- und Themenbereiche
Nieblichs bisheriges Werk umfasst die folgenden Objekt- und Themenbereiche:
- Objekte und Skulpturen
- Buchobjekte
- Kinetische Arbeiten
- Assemblagen mit Büchern und Buchmaterialien,
 Bronzen, Installationen, Fotoarbeiten
- Makulatur und andere Erzählungen,
 Der Schreibtisch als Bild  (Assemblagen und Fotos)
- Die unendliche Bibliothek
- Bühnenbilder
- Farbfelder
- Digitale Medien
- Architekturprojekte
- Straßenkunst
- Reißverschluss-Bilder
- Auf anderem Malgrund

### Kataloge und Bücher
- 1982: Vom Umgang mit Büchern. Edition Wewerka, Berlin
- 1985: Das Buch als Objekt. Galerie Butzer, Berlin
- 1991: BuchSkulpturen. Bertelsmann Lexikon Verlag, Gütersloh
- 1993: Das Gedächtnis der Zeit. Städtisches Kunstmuseum Spendhaus, Reutlingen
- 1993: Standbein – Spielbein. Städtisches Museum, Jena
- 1996: Nur eine Welt. Galerie Horst Dietrich, Berlin
- 1997: Ohne ISBN. Deutsches Buch- und Schriftmuseum, Leipzig
- 1998: Die imaginäre Bibliothek. Staatsbibliothek zu Berlin, Berlin[3]
- 1998: Farbfelder. Galerie Horst Dietrich, Berlin
- 1999: Multiples. Edition Hauser, Berlin
- 1999: Objekte. Edition Hauser, Berlin
- 2000: Der schwarze Fleck (CD-ROM). Deutsches Buch- und Schriftmuseum, Leipzig
- 2000: Farbfelder II. Edition Hauser, Berlin
- 2000: Bronzen. Edition Hauser, Berlin
- 2007: Bücherwelten & Andere Welten. Edition Hauser, Berlin
- 2007–2008: Kopfwelten. Band I-IX, Edition Hauser, Berlin
- 2008: Die verpasste Welt. Edition Hauser, Berlin
- 2008: KunstMarktGeld. Edition Hauser, Berlin
- 2008: MoneyArtMarket. PalmArtPress, Berlin
- 2009: Maculatura. PalmArtPress, Berlin
- 2010: Das ferne so Nah oder Die Currywurst. PalmArtPress, Berlin
- 2010: Der Hecht im Schulranzen. PalmArtPress, Berlin
- 2011: Die unendliche Bibliothek. PalmArtPress, Berlin
- 2012: 12 Miniaturbücher. Edition Hauser, Berlin
- 2012: Wahr oder Nicht wahr. PalmArtPress, Berlin
- 2013: Auf Beton I. PalmArtPress, Berlin
- 2014: Auf Beton II. PalmArtPress, Berlin
- 2018: Werkverzeichnis 1967–2018. Edition Hauser by PalmArtpress, Berlin
- 2019: Druckgrafik. Edition Hauser by PalmArtpress, Berlin
- 2020: Mit Augen essen. Edition Hauser by PalmArtpress, Berlin
- 2020: Von der Subjektion der Bücher (Buchobjekte). Edition Hauser by PalmArtpress, Berlin
- 2020: Reißverschluss-Bilder. Edition Hauser by PalmArtpress, Berlin
- 2020: Aus Goethes Welt. Edition Hauser by PalmArtpress, Berlin
- 2020: Handbuch für eine Ausstellung. Edition Hauser by PalmArtpress, Berlin
- 2020: Die Buchstabiertafel. Edition Hauser by PalmArtpress, Berlin
- 2021: Der Steckbrief. Edition Hauser by PalmArtpress, Berlin
- 2022: Mauersplitter – Eine deutsch-deutsche Künstlerbiografie. Edition Hauser by PalmArtpress, Berlin
- 2022: Big Points. Edition Hauser by PalmArtpress, Berlin